# Норт-Ліберті (Індіана)
Норт-Ліберті (англ. North Liberty) — місто (англ. town) в США, в окрузі Сент-Джозеф штату Індіана. Населення — 1623 особи (2020).

## Географія
Норт-Ліберті розташований за координатами 41°31′56″ пн. ш. 86°25′41″ зх. д. / 41.53222° пн. ш. 86.42806° зх. д. (41.532205, -86.428084).  За даними Бюро перепису населення США в 2010 році місто мало площу 2,54 км², уся площа — суходіл. В 2017 році площа становила 2,67 км², уся площа — суходіл.

## Демографія
Згідно з переписом 2010 року, у місті мешкало 1896 осіб у 714 домогосподарствах у складі 523 родин. Густота населення становила 747 осіб/км².  Було 762 помешкання (300/км²).
Расовий склад населення:
| - 96,2 % — білих - 0,5 % — чорних або афроамериканців - 0,4 % — корінних американців - 0,4 % — азіатів |

До двох чи більше рас належало 2,4 %. Частка іспаномовних становила 2,5 % від усіх жителів.
За віковим діапазоном населення розподілялося таким чином: 32,8 % — особи молодші 18 років, 56,3 % — особи у віці 18—64 років, 10,9 % — особи у віці 65 років та старші. Медіана віку мешканця становила 30,6 року. На 100 осіб жіночої статі у місті припадало 87,5 чоловіків;  на 100 жінок у віці від 18 років та старших — 83,3 чоловіків також старших 18 років.
Середній дохід на одне домашнє господарство  становив 46 416 доларів США (медіана — 38 333), а середній дохід на одну сім'ю — 55 297 доларів (медіана — 47 083). Медіана доходів становила 52 727 доларів для чоловіків та 28 607 доларів для жінок. За межею бідності перебувало 25,1 % осіб, у тому числі 36,0 % дітей у віці до 18 років та 1,9 % осіб у віці 65 років та старших.
Цивільне працевлаштоване населення становило 730 осіб. Основні галузі зайнятості: освіта, охорона здоров'я та соціальна допомога — 28,6 %, виробництво — 23,0 %, науковці, спеціалісти, менеджери — 10,5 %, будівництво — 8,6 %.